# Принц-дракон
Принц-дракон (англ. The Dragon Prince, в другом переводе «Принц драконов») — американский телевизионный мультсериал, созданный Аароном Эхазом, Джастином Ричмондом и выпущенный студией Wonderstorm для трансляции на Netflix. Его премьера состоялась 14 сентября 2018 года. Сюжет повествует о трёх подростках, направляющихся в страну эльфов Зейдию, чтобы доставить туда яйцо дракона — наследника короля драконов, так как это может предотвратить грядущую войну между людьми и эльфами. Сериал получил смешанные оценки. С одной стороны, его хвалили за проработанность персонажей и их разнообразие, с другой стороны, критики указали на слабо проработанный и вторичный сеттинг, а также некачественную анимацию. К выходу планируются новые сезоны, призванные шире раскрыть вселенную «Принца-дракона».

## Сюжет
Когда-то давно драконы, люди и эльфы жили в согласии. Однако люди, неспособные творить магию, открыли новый вид магии — Темную магию. Эльфы и Драконы ужаснулись ей, ведь для магии использовалась жизнь любого магического существа. Разъярённые эльфы и драконы решили изгнать всё человечество на западную часть континента; сам Гром, король драконов, взял на себя обязанность охранять границы и не пускать людей на восток. Так продолжалось следующее тысячелетие, пока люди не убили Грома с помощью тёмной магии. Мир оказался на пороге новой войны.
Действие происходит в одном из людских королевств — Католис, которое находится на границе с Зейдией — землёй драконов и эльфов. Именно солдаты Католиса во главе с магом Виреном убили дракона, охранявшего границы Зейдии, а затем украли яйцо, в котором находится единственный наследник короля драконов. Тем не менее эльфы думают, что люди уничтожили и яйцо, так группа полуночных эльфов решает напасть ночью на покои короля, убив его и сына в знак мести. Рейла, одна из эльфиек сталкивается с сыновьями короля — Каллумом и Эзраном и узнаёт, что яйцо на деле не уничтожено. Втроём они решают сбежать из замка, чтобы отнести яйцо в Зейдию и тем самым как можно быстрее предотвратить возможную войну между эльфами и людьми.
Каллум, Рейла и Эзран ждут впереди опасные путешествия и удивительные приключения, а также их будут преследовать наёмники Вирена, чтобы вернуть яйцо и убить наследников короля. Так маг Вирен, избавившись от наследников короля, надеется сам заполучить трон.

### Сеттинг
Действие происходит в вымышленном мире, который населяют разные волшебные и не волшебные существа. Огромный континент поделён на две части; восточную и процветающую Зейдию, населённую эльфами и драконами, где «магия есть везде» и западную часть, населённую людьми. Сам людской мир поделён на пять королевств, основные действия происходят в королевстве Католис. Два мира поделены горным хребтом, охраняемым королём драконов, которого незадолго до событий первого сезона убили. Эльфы внешне похожи на людей, но имеют острые уши, рога, по четыре пальца на руках и ногах, тонкое телосложение и колоссальные физические силы, позволяющие им прыгать по деревьям и стенам. Известно о существовании солнечных, звёздных, небесных, водных, земляных и полуночные эльфов. Последние черпают свою силу из луны, имеют белые волосы и их сила многократно возрастает во время полнолуния что их делает превосходными ассасинами. О солнечных эльфах мало что известно кроме того, что они черпают силу из солнца, носят золотые доспехи и куют лучшую броню. Сами люди отличаются большим разнообразием оттенков кожи, от светлого до чёрного. В результате изгнания людей на запад, между людьми и эльфами закрепилась взаимная ненависть. Эльфы считают людей алчными агрессорами, которые не уважают природу и разносят везде грязь и порчу. Люди же считают эльфов жестокими, жадными до крови созданиями и источником людских бед. Помимо этого в данной вселенной существует магия, изначально она создавалась из шести «первобытных источников»; солнца, луны, звёзд, земли, грозы/неба и океана. Однако люди изобрели седьмой источник тёмной магии, черпающей свои силы из смерти какого либо магического существа, будь это эльф, или лишь насекомое. Тёмная магия открывает его владельцу почти безграничные возможности, что нельзя сказать о традиционной магии. За это эльфы и многие люди презирают тёмную магию.

## Персонажи

### Основные персонажи

#### Главные персонажи

Главные персонажи, слева направо; Рейла, Эзран и Каллум

- Каллум (англ. Callum) (Джек Де Сена) — один из главных героев истории. Приёмный сын короля Харроу и единоутробный брат Эзрана, о его биологическом отце ничего не известно. Открывает в себе талант владения магией. Решает помочь Рейле вернуть яйцо дракона в Зейдию. Во втором сезоне, после уничтожения первозданного камня (волшебной сферы) теряет возможность использовать магию и отчаянно пытается найти новый способ колдовать. Однако люди не имеют врожденной связи с силами первозданных элементов и Каллум впадает в отчаяние и даже пробует использовать тёмную магию, которая чуть не убивает его. В конце концов он открывает в себе дар владения магией неба, что считается беспрецедентным для человека. В третьем сезоне запас его заклинаний пополняется волшебным дыханием и высшим заклинанием превращающее руки в крылья. Первоначально питал симпатию к Клаудии, однако, после того как она, вместе с братом, попыталась схватить его с Эзраном и насильно вернуть в Католис, разочаровывается в ней. В свою очередь его стремление помогать в миссии по возвращению Азимондиаса производит неизгладимое впечатление на Рейлу и та в итоге признаётся ему в любви, что для самого Каллума было большой неожиданностью, но после отвечает взаимностью. После событий на Грозовом Шпиле присоединяется к королевскому совету и становится новым верховным магом Католиса вместо Вирена.
- Рейла (англ. Rayla) (Паула Берроуз) — один из главных героинь. Полуночный эльф. Говорит с «шотландским» акцентом. Изначально состояла в группе ассасинов которая должна была убить короля Харроу и Эзрана, несмотря на то, что обучалась быть ассасином, очень добрая и не решается кого либо убить. Её родители состояли в элитных эльфийских войсках и до самого конца защищали короля-дракона, но так как следов их тел не осталось, все были уверены, что родители Рейлы, как и остальная Гвардия Дракона, сбежали. Тень позора легла также и на Рейлу, которая лично согласилась помочь убить короля и его сына дабы восстановить свою честь. Узнав о том, что яйцо цело, решает вместе с Каллумом и Эзраном вернуть яйцо в Зейдию. Однако сама она тоже стала изгоем среди лунных эльфов, которые уверенны, что Рейла, как и её родители дезертировала. Как эльф, обладает колоссальной по человеческим меркам силой и ловкостью, однако боится воды и несмотря на связь с лунным арканумом, не является магом. Со временем она влюбляется в Каллума и в третьем сезоне признаётся в любви к нему. Однако в поисках Клаудии и подтверждения смерти Вирена она уходит и возвращается лишь спустя два года, на что Каллум некоторое время держал на неё обиду.
- Эзран (англ. Ezran) (Саша Ройен) — один из главных героев. Он единоутробный брат Каллума и сын Харроу, законный наследник трона. Весёлый и добродушный ребёнок, следующий за своим старшим братом. Он способен понимать язык животных, носит при себе хамележабу Чавка, угрюмого, но способного понимать человеческий язык. Умеет общаться и находить общий язык с животными. Обладает некой психической связью с Азимондиасом, и способен общаться с ним даже на расстоянии. В конце второго сезона Эзран решает вернуться в Католис, узнав о злых замыслах Вирена. Он становится новым королём, однако под давлением Кейсефа, выдвинувшего ультиматум за отказ вступать в войну против Зейдии, был вынужден отказаться от трона. Он не знал что Кейсеф действует совместно с Виреном, поэтому как только он отказался от престола, его сразу посадили в тюрьму. Сорен и слуги, верные бывшему королю Харроу помогают Эзрану бежать в Зейдию, где мальчик воссоединяется с Каллумом и Рейлой, там же он вновь встречает дракона Пирру, с чьей помощью приводит подкрепление к Грозовому Шпилю.

#### Второстепенные персонажи
- Вирен (англ. Viren) (Джейсон Симпсон) — советник короля Харроу и могущественный тёмный маг владеющий посохом Зиарда, который в обычное время использует как трость. Именно он создал магическоё копьё, с помощью которого Харроу убил короля дракона. Хотя он и показывает себя, как верный помощник Харроу, после смерти короля, возжелал сам заполучить трон и приказал своим детям отыскать и убить Каллума и Эзрана, вернув себе яйцо. Делает это из «благих побуждений», так как будучи новым правителем намеревается распространять господство людей на земли эльфов. Вирен не даёт чёткого ответа, что он намеревается делать при завоевании Зейдии, лишь то, что он желает, «чтобы эльфы и драконы больше никогда не угрожали человечеству». Если же правителем станет Эзран, по мнению Вирена, это приведёт королевство в упадок. Очевидно не заинтересован в мире между людьми и эльфами, желая установить господство людей. Во втором сезоне он пытается склонить остальные королевства к войне, но терпит неудачу и из-за превышения своих полномочий, оказывается схваченным. После того как Эзран отрёкся от престола, Вирен снова занимает трон и ведёт объединённые войска четырёх королевств на Зейдию. Попутно он рассказывает Аарвосу о том как он убил прошлого короля драконов, а тот в свою очередь говорит Вирену что поглощение силы принца драконов, Азимондиаса, даст ему невероятную силу. Придя в Люкс Аурию он сразу был схвачен, но с помощью Аарвоса освобождается, захватив с собой источник силы Люкс Аурии. С помощью этой силы он превращает свою армию в огненных чудовищ, которых повёл на захват Грозового Шпиля. Однако пока шло сражение, он тайно проникает в логово королевы драконов и почти достигает своей цели — высосать силу Азимондиаса, но выполнить это у него не выходит, так как впоследствии был сброшен Рейлой с вершины и погибает. В конечном итоге был воскрешен Клаудией, однако заклинание воскрешения будет держаться только тридцать дней, но Ааравос сообщает Вирену что воскрешение можно сделать постоянным, для этого надо будет осовободить его из магической темницы. Вирен начинает следовать за Клаудией и после первого использования тёмной магии впадает в кому, в которой его терзают видения прошлого, и когда он вышел из комы то долгое время он был в смятении. Из этого состояния он выходит лишь на тридцатый день своего воскрешения и Вирен решает смириться со своей участью. Но Клаудия проводит кровавый ритуал и воскрешение Вирена становится постоянным. Увидев что сотворила его дочь, Вирен отрёкся от Ааравоса и тёмной магии и отправился в Католис, где его вновь берут под стражу и бросают в темницу. Он искренне раскаивается в своих поступках, и во время нападения Сол Регема на Католис, Сорен выпускает Вирена из темницы чтобы тот помог спасти людей. В конечном итоге Вирен умирает, жертвуя своё сердце для сотворения заклинания огненной кожи, которое он накладывает на всех жителей Католиса, защитив их тем самым от огня дракона.
- Клаудия (англ. Claudia) (Ракель Бельмонте) — дочь Вирена. Добродушная девушка с чувством юмора. Является могущественным тёмным магом и правой рукой Вирена. Получила вместе с Сореном задание вернуть яйцо дракона и наследников. Несмотря на своё превосходство в бою перед Сореном, о котором она периодически напоминает, очень предана ему и даже готова рисковать своим здоровьем ради его благополучия. В третьем сезоне была схвачена стажей Католиса вместе с братом по подозрению в измене, однако Эзран даёт им амнистию. После ухода Сорена, решает остаться с Виреном несмотря ни на что. Она становится свидетельницей злодеяний Вирена и его намерения убить Эзрана, однако слепая верность отцу не позволяет Клаудии видеть правду и девушка считает всех вокруг врагами, а Сорена — предателем. Таким образом, в третьем сезоне показывается падение героини, которая становится злодейкой. После гибели Вирена от падения с Грозового Шпиля, она воскрешает его с помощью особого ритуала, но только на тридцать дней.
- Сорен (англ. Soren) (Джесси Инокалла) — сын Вирена, искусно владеет мечом. Периодически насмехался над Каллумом. Получил тайное задание от Вирена найти и убить главных героев. Тем не менее Сорен сам не уверен, способен ли он убить Каллума и Эзрана, однако продолжает заниматься их поиском. Честолюбив и ради славы готов пойти на опрометчивые поступки, это стоило ему того, что он спровоцировал нападение дракона на людскую крепость и сам оказался парализован, однако его излечила Клаудия с помощью тёмной магии. В третьем сезоне его вместе с сестрой схватывает стража Католиса по подозрению в измене, однако Эзран даёт им амнистию. Несмотря на то что впоследствии Вирен вернулся на трон, он помогает Эзрану бежать из темницы, а после похищения Виреном источника силы Люкс Аурии, он понимает всю ужасность поступков Вирена, поэтому оборачивается против него и присоединяется к Каллуму, Рейле и Эзрану в битве за Грозовой Шпиль. После этих событий Сорен присоединяется к королевскому совету Католиса и становится главой королевской гвардии.
- Азимондиас (англ. Azymondias) — сын короля драконов и наследник престола, вылупился из яйца в конце первого сезона. Имя дала его мать, вынашивая яйцо. Главные герои часто зовут его сокращённым именем — Зим (англ. Zym). После воссоединения со своей матерью он под руководством Ибиса начал и дальше развивать свои природные способности к магии неба. После смерти древних драконов в конце сериала он обретает способность говорить.
- Чавк (англ. Bait) — хамележаба и питомец Эзрана, по виду напоминает смесь ящера и лягушки и связанный с магией солнца. Имеет сварливый характер и понимает человеческую речь. Умеет менять цвет и, в случае опасности, настолько ярко светиться, что может ослепить кого угодно на короткое время.
- Амайя (англ. Amaya) — женщина-генерал, младшая сестра покойной королевы и тетя Каллума и Эзрана. Она безмерно любит своих племянников и ревностно их защищает. Служит на отдаленной заставе под названием «Брешь», после событий в зимнем домике, занимается поиском главных героев. Вирен не имеет полномочий над ней, поэтому Амайя находится в неведении насчёт планов Вирена убить наследников, хотя и понимает, что тот намеревается захватить трон. Немая, для общения использует язык жестов (амслен), которые переводит её помощник Грен. В третьем сезоне, она попадает в плен солнечной эльфийки Джанай, которая забирает Амайю в Зейдию. Однако узнав о намерениях Вирена поработить Католис, Амайя вызвалась помочь эльфам в битве с Виреном. В итоге она сначала дружится с Джанай, а потом и влюбляется.
- Джанай (англ. Janai) — солнечная эльфийка. Генерал армии Люкс Аурии и сестра царицы Хессы. Она сильный воин, но и маг солнца. Джанай берёт в плен Амайю и отводит её в Люкс Аурию. После испытания Амайи солнечной магией, которая подтвердила, что Амайя имеет чистую душу, Джанай стала обращаться с пленной, как с гостьей и даже позже стала её близкой союзницей в борьбе с армией Вирена. После победы над Виреном она и Амайя влюбляются друг в друга.
- Ааравос (англ. Aaravos) — он же Падшая Звезда. Архимаг звёздных эльфов, который владел всеми шестью видами первозданной магии и тёмной магией, которой впоследствии поделился с человеком Зиардом. В далеком прошлом его дочь Леола была казнена советом звёздных эльфов за нарушение космического порядка, и с тех пор Ааравос жаждет разрушить космический порядок и отомстить звёздным эльфам. За три столетия до начала сериала он был заключен древними драконами и эльфами в скрытую тюрьму за организацию серии конфликтов между людьми, эльфами и драконами. После контакта с Виреном через зачарованное зеркало Авизандума, Ааравос манипулирует им, чтобы помочь достичь своих собственных зловещих целей. Он общается с Виреном, используя похожего на гусеницу фамильяра, который в конечном итоге увеличивается в размерах, прежде чем сплести кокон и вылупиться в качестве, похожего на получеловека-полуэльфа, гомункула связанного с магией звёзд. После разрушения Католиса, Ааравос наконец освобождается из своей тюрьмы с помощью Клаудии и принимает человеческую форму с целью маскировки. Ааравос открыто презирает других эльфов, предпочитая им людей, он даже насмешливо убивает Карима после того как тот предложил свою помощь в исполнении планов Ааравоса. В конце сериала его смертная форма уничтожается оставшимися древними драконами ценой их собственных жизней, хотя он обещает вернуться через семь лет, когда его звёзды вновь сойдутся и позволят ему снова принять телесную форму.
- Террестриус (англ. Terrestrius) — более известный по сокращённому имени Терри. Глуповатый земной эльф, подружившийся с Клаудией и ставший её парнем во время её похода по воскрешению Вирена после битвы за Грозовой Шпиль, в дальнейшем присоединяется к Клаудии и Вирену в их путешествии по Зейдии, чтобы освободить Ааравоса из его тюрьмы. Он искренне любит Клаудию и всегда следует за ней, но осознав злобность Ааравоса и готовность Клаудии следовать его планам, независимо от последствий, Терри уходит от неё и присоединяется к Эзрану и королевскому совету Католиса в их противостоянии с Ааравосом.
- Карим (англ. Karim) — принц солнечных эльфов, младший брат Джанай и Хессы, очень сильный солнечный маг. Является ярым фундаменталистом, стремящимся сохранить историю и традиции своего народа и боится, что солнечные эльфы забудут свое культурное наследие, если смешаются с людьми, что толкает его на заговор против сестры. С помощью своей возлюбленной Мияны он позже бросает вызов своей сестре, вызывая её на дуэль крови в попытке захватить трон солнечных эльфов, но терпит поражение и впоследствии изгоняется. Во время своего изгнания он использует Семя Солнца, чтобы восстановить крылья Сол Регема, чтобы тот вернулся в качестве Короля Драконов. После того, как он возглавил армию своих сторонников на войну против своей сестры, Сол Регем бросает его, и Карим терпит поражение. Он отказывается признать поражение, когда его восстание терпит неудачу, даже после того, как узнает, что Мияна носит его ребёнка, и снова предает свою сестру, пытаясь объединить силы с Ааравосом, который вместо этого убивает его.
- Стелла (англ. Stella) — осиротевшая обезьянка-обнимашка связанная с магией звёзд, Рейла взяла её под свою опеку во время своих поисков Клаудии и подтверждения гибели Вирена. Стелла обладает силой создавать порталы, которые использует для путешествий и протаскивания предметов.

### Люди

#### Королевство Католис
- Харроу (англ. Harrow) (Люк Родерик) — король Католиса. Гордый и добродушный правитель и отец Эзрана, хотя он также любит и своего приёмного сына Каллума. Был убит эльфом Рунааном, но в финале сериала раскрывается что его душа была перенесена в его любимую птицу Пипа.
- Сараи (англ. Sarai) — Королева королевства Католис, мать Каллума и Эзрана, жена короля Харроу. Погибла до событий мультсериала, от рук Короля Драконов. В дальнейшем появляется только во флешбэках и в видении Каллума, когда тот пострадал от использования тёмной магии.
- Грен (англ. Gren) — помощник и переводчик генерала Амайи, находится в плену у Вирена, прикован цепями к стене, тем не менее продолжает сохранять оптимистичный настрой, чем удивляет своего пленителя.
- Корвус (англ. Corvus) — разведчик в подчинении генерала Амайи, посланный ей на поиски принцев. Предан законному королю Католиса, коим после смерти отца становится Эзран. Именно из слов Корвуса Эзран узнает о смерти отца, после чего принимает на себя ответственность наследника трона и решает вернуться в Католис с Корвусом в качестве сопровождающего. Когда Вирен снова восходит на трон, ему приходится уйти с Опели и некоторыми другими жителями в королевство Дьюрен. В дальнейшем появился в числе подкрепления вызванного Эзраном для битвы за грозовой шпиль. Его оружие напоминает смесь цепа и крюка-кошки и он мастерски владеет им.
- Опели (англ. Opeli) — Член совета Католиса. Активно выступает против стремления Вирена взойти на трон, так как наследником короля является Эзран. Благодаря ей в конце второго сезона Вирен был арестован. Однако в третьем сезоне как только Вирен снова восходит на трон, вынуждена бежать с Корвусом из Католиса в Дьюрен. После событий на Грозовом Шпиле она входит в новый королевский совет Католиса и является единственным членом совета, кто служил ещё при Харроу.
- Бариус (англ. Barius) — Искусный пекарь в Католисе который очень хорошо относится к Эзрану, несмотря на его привычку воровать у него джемовые пирожки. Спустя 2 года после событий его назначают в королевский совет Католиса в качестве «министра коржей и джемов».
- Мастер воронов (англ. The Crow Master) — помощник вечно отсутствующего Лорда воронов, занимающегося доставкой писем и донесений с помощью почтовых воронов. После событий на Грозовом Шпиле в результате продолжающегося отсутствия Лорда воронов его повышают до Заместителя Лорда воронов.
- Маркос (англ. Marcos) —
- Тристан (англ. Tristan) —
- Аллен (англ. Allen) —
- Эллис (англ. Ellis) — Девочка из горного поселения у подножия Проклятой Кальдеры, хозяйка Эвы.
- Ветеринар (англ. The Veterinarian) — Пожилой врач из горного поселения, ухаживающий за ранеными животными.
- Фен (англ. Fen) — Лейтенант из постоянного батальона дислоцированного на границе с Зейдией.
- Салир (англ. Saleer) — Член совета Католиса. Оборачивается против Эзрана и благодаря ему заключается союз между Виреном и Кейсефом. После отречения Эзрана от престола и возвращения на трон Вирена, первым чествует Вирена как нового короля. В конечном итоге после битвы у Грозового Шпиля его арестовывают.
- Люсия (англ. Lucia) — Архитектор в лагере-беженцев солнечных эльфов. После того, как она грубо прервала ритуал, касающийся недавно умершей матери солнечного эльфа Йонниса, она предстаёт перед судом, чтобы решить суровость её наказания, и Джанай её щадит.
- Королева-сирота (англ. The Orphan Queen) — Предок Харроу и Эзрана, королева-основательница Католиса. За три столетия до начала сериала она помогла спасти мир от Ааравоса, разоблачив его преступления перед эльфами и драконами. Она так же владела Мечом Новы, но решила пощадить Ааравоса и заключила его в тюрьму.

#### Королевство Дьюрен
- Аания (англ. Aanya) — юная королева королевства Дьюрен, единственного королевства отказавшегося присоединяться к союзу Вирена против Зейдии. Впоследствии по просьбе Эзрана привела подкрепление из Дьюрена. Несмотря на свой юный возраст, она превосходная лучница — именно от её стрел пал ставший монстром принц Кейсеф. В дальнейшем поддерживает крепкий союз с королевством Католис и неоднократно помогала Эзрану: так например она передала ему в дар огненные рубины из тайной шахты Дьюрена, которые в дальнейшем использовали для создания оружия — стрел для баллист которые были использованы против Ааравоса.
- Анника и Неха (англ. Annika, Neha) — матери Аании и бывшие королевы королевства Дьюрен. За девять лет до начала сериала они были убиты Авизандумом, во время похода за сердцем Лавового гиганта.

#### Королевство Неоландия
- Олин (англ. Ahling) — Король королевства Неоландия, во время нападения теневых убийц Вирена был тяжело ранен и его сын Кейсеф стал временным правителем королевства.
- Кейсеф (англ. Kasef) — Принц королевства Неоландии и сын короля Олина. После нападения убийц Вирена прибывает в Католис с намерением просить помощи для нападения на Зейдию. Однако по его прибытии королём Католиса был Эзран, и его нежелание развязывать войну и решить всё миром, его очень злило. В дальнейшем он заключает союз с Виреном. После падения Люкс Аурии и захвата её источника силы Виреном, первым принимает от Вирена солнечную силу, от чего становится сильнее и злее. Во время битвы у Грозового Шпиля прорвался сквозь армию защитников и был готов убить Каллума, но в конечном итоге сам был сражен стрелами королевы Аании.

#### Королевство Дель Бар
- Флориан (англ. Florian) — Король королевства Дель Бар. Был успешно убит теневыми убийцами Вирена что привело королевство к войне с эльфами.
- Лисса (англ. Lissa) — Бывшая жена Вирена и мать Сорена и Клаудии. Разошлась со своим мужем когда тот использовал тёмную магию чтобы исцелить Сорена от врождённой болезни.

#### Королевство Эвенере
- Фарида (англ. Fareeda) — Королева королевства Эвенере. Была успешно убита теневыми убийцами Вирена что привело королевство к войне с эльфами.

#### Прочие
- Вилладс (англ. Villads) — Слепой и эксцентричный бывший пират, являющийся капитаном корабля «Безжалостный». Он помогает Каллуму, Эзрану и Рейле пересечь море в южном Католисе в их путешествии к границе.
- Зиард (англ. Ziard) — Человек впервые использовавший тёмную магию после того как Ааравос даровал ему могущественный посох. Был убит Сол Регемом, но сам успел его ослепить. Его посох в дальнейшем передавался из рук в руки и на начало сериала он находится во владении Вирена.
- Капп’Ар (англ. Kpp'Ar) — Был тёмным магом и наставником Вирена, по неизвестной причине отказавшийся от чёрной магии. До начала сериала, когда Сорен был больным ребёнком, Вирен, в поисках лекарства для сына, крадёт у него посох Зиарда и заточает его душу в проклятой монете. Когда Вирен впал в кому после первого использования тёмной магии после своего воскрешения, Капп’Ар появляется в его видениях и насмехается над его прошлым.
- Тюремщица (англ. The Jailer) — Человек-маг и мастер создания головоломок. За три столетия до начала серии она спроектировала тюрьму Ааравоса и вместе с Акию работала над её созданием. Затем она поделилась информацией о тюрьме среди древних драконов, чтобы гарантировать, что Ааравос никогда не будет освобожден.
- Эcмеральда Скалл (англ. Esmerelda Skall) — была известным исследователем и капитаном корабля «Луч Озарения». Спустя столетие после того, как её корабль застрял в Замерзшем море, её дневник обнаруживает и читает Рейла во время её и Каллума путешествия к Звездоскрёбу, в котором подробно описываются сожаления Эсмеральды о том, что она не призналась в любви Конраду, человеку, за которого она хотела выйти замуж.

### Эльфы

#### Лунные Эльфы
- Рунаан (англ. Runaan) (Джонатан Холмс) — лунный эльф. Стоял во главе группы эльфов-ассасинов и лично убил короля Харроу. Однако после этого его заточил в тюрьму и пытал Вирен. Не сумев добиться от него какой либо нужной информации, Вирен заточил его душу в монете. В дальнейшем Каллум и Рейла освобождают его с помощью квазарного бриллианта.
- Рам, Скор, Каллисто и Андромеда (англ. Ram, Skor, Callisto, Andromeda) — четверо лунных эльфов из группы ассасинов Рунаана, во время покушения на короля Харроу их убивают солдаты королевской стражи. В дальнейшем Вирен превращает их духи в теневых существ и отправляет их атаковать правителей других королевств.
- Луджанна (англ. Lujanne) — лунная эльфийка-иллюзионист и хранитель лунного узла.
- Этари (англ. Ethari) — лунный эльф, муж Рунаана. Из за того что Рейла оказывается «единственным выжившим» из отряда ассасинов, был вынужден участвовать в её изгнании из Серебряной Рощи — родного поселения Рейлы. Однако узнав о том что Рейла нашла Принца-Дракона, он решается помочь ей и Каллуму, предоставив им ездовых зверей, а также отправляет послание Королеве Драконов о том, что Азимондиас жив. Однако посланию не суждено достичь цели — его перехватывает вероломная небесная эльфийка Никс. После того как Рейла и Каллум приводят в Серебренную Рощу освобождённого Рунаана, Этари воссоединяется с ним.
- Лейн (англ. Lain) — лунный эльф. Член Гвардии Дракона и отец Рейлы.
- Тиадрин (англ. Tiadrin) — лунная эльфийка. Член Гвардии Дракона и мать Рейлы.
- Ким’даэль (англ. Kim'dael) — более известна как Охотница Кровавой Луны, основательница Ордена Кровавой Луны — группы лунных эльфов практикующих запретные магические искусства для продления своих жизней путём питья крови других существ. После того как её орден был уничтожен Авизандумом, Ким’даэль осталась единственным выжившим. Для своего спасения она пришла к королеве солнечных эльфов Адити и та надевает на неё магический ошейник под названием «Долг Милосердия» который вынуждает лунную эльфийку служить Адити и её потомкам. Спустя сотни лет её находит Карим и просит её выкрасть у Джанай семя солнца в обмен на свободу. Узнав что Карим не сможет её освободить, так как не является законным королём, Ким’даэль отворачивается от него и уходит.
- Лиреннус (англ. Lyrennus) — отец Рама и хранитель Колодца Забытых, ритуального места в Серебряной Роще. Он проводит ритуал, чтобы помочь положить конец изгнанию Рейлы, но винит её в смерти своего сына, прежде чем ему удается простить её и снять проклятие изгнания.
- Лира (англ. Lira) — озорной ребёнок, за которым Каллум присматривает в Серебряной роще, чтобы Этари мог помочь подготовить праздничный пир.

#### Солнечные Эльфы
- Хесса (англ. Khessa) — солнечная эльфийка. Королева Люкс Аурии. Погибла от рук Ааравоса, а её трон унаследовала её сестра Джанай.
- Кази (англ. Kazi) — образованная эльфийка-лингвист, служившая под началом Хессы, а потом и Джанай. До падения Люкс Аурии была частым гостем местной великой бибилиотеки.
- Фарос (англ. Pharos) — бывший верховный жрец солнечных эльфов и бывший советник королевы Хессы. Во время прибытия Вирена в Люкс Аурию его телом овладевает Ааравос и использует его чтобы осквернить Солнечную Кузницу (что вероятно является свидетельством использования Фаросом тёмной магии), а его посох забирает Вирен и использует его силу для превращения своей армии в огненных чудовищ. Спустя два года он заключает союз с Каримом, и рассказывает ему что желает вернуть солнечным эльфам былое величие. После того как Карим и его последователи с помощью солнечного семени восстановили крылья Сол Регема, Фарос должен был стать его глазами и направить его на армию Джанай, но Фаросом вновь овладевает Ааравос и направляет Сол Регема на Католис. После уничтожения города Ааравос вновь овладевает им и, разгневанный обманом звёздного эльфа, Сол Регем убивает Фароса.
- Саба (англ. Sabah) — эльфийка-лучница, во время битвы у Грозового Шпиля она дружится с Маркосом.
- Мияна (англ. Miyana) —
- Йоннис (англ. Yonnis) —
- Адити (англ. Aditi) —

#### Небесные Эльфы
- Никс (англ. Nyx) — полное имя Наими-Селари-Никантия. Крылатая небесная эльфийка с крайне самовлюблённым характером. Перехватив сообщение Этари, решает выкрасть Принца Драконов в надежде получить награду за его возвращение, для чего втирается в доверие Каллуму и Рейле и предлагает им помощь в пересечении Полуночной Пустыни. Однако похищение у неё не удаётся, и как только Рейла спасает её от нападения змей-сердцезубов, она в знак благодарности помогает героям. В будущем возвращается в качестве оспариваемого капитана корабля «Безжалостный», который по её словам «честно выиграла в кости» у Вилладса.
- Ибис (англ. Ibis) — бескрылый небесный эльф, могущественный маг прибывший на Грозовой Шпиль в надежде помочь королеве драконов. Спустя два года после этих событий всё ещё остаётся на Грозовом Шпиле в качестве учителя Азимондиаса. Когда Клаудия вернулась на Грозовой Шпиль чтобы вернуть принадлежавший Вирену посох Зиарда, Ибис вступает с ней в противостояние, но в конце концов был смертельно ранен Террестриусом, однако перед своей смертью он успел отправить сообщение о возвращении Ааравоса. Его посох был передан во владение Каллума.
- Хендир (англ. Hendyr) — крылатый небесный эльф и бывший член Гвардии Дракона, бежавший со своего поста в Грозовом Шпиле после смерти Авизандума.
- Старейшина (англ. The Elder) — крылатый лидер Эльфов Небожителей, культа вечно слепых небесных эльфов, посвятивших себя защите магических артефактов и поклонению звездам. Ему разрешили снять повязку только один раз, когда он был ребёнком несколько столетий назад, и теперь он стремится исполнить пророчество, известное как «Двое Избранных», которое позволит его народу снова увидеть звезды.
- Астрид (англ. Astrid) — крылатая небесная эльфийка, член Эльфов Небожителей и сестра Космо. После того, как у Космо появляется видение о возвращении Ааравоса, Астрид снимает повязку с глаз и покидает Эльфов Небожителей, чтобы предупредить Каллума и Рейлу после того, как Старейшина отказывается вмешиваться, и присоединяется к ним в их борьбе с Ааравосом.
- Космо (англ. Kosmo) — бескрылый эльф, член Эльфов Небожителей и брат Астрид. Поскольку он рождён без крыльев, то он использует звездный шелк для создания искусственных крыльев. После того, как Каллум и Рейла исполняют пророчество «Двое Избранных» и останавливают ледяной шторм, окружающий Звездоскрёб, Космо впервые снимает повязку и он становится просветлённым, обретая дар «слепоты ко времени» что позволяет ему видеть события прошлого и будущего.

#### Земные Эльфы
- Уорлон (англ. Warlon) —
- Н’тан (англ. N'than) —
- Мукхо (англ. Mukho) —

#### Эльфы Океана
- Акию (англ. Akiyu) — пожилая океанская эльфийка и архимаг океана, за три столетия до начала сериала работала вместе с Тюремщицей чтобы создать тюрьму для звёздного эльфа Ааравоса. После освобождения Ааравоса её убивает Клаудия, чтобы при случае та не смогла создать тюрьму во второй раз.
- Финнегрин (англ. Finnegrin) — маг океана и жестокий пиратский капитан корабля «Морская Нога», стремится убить Домину Профундис за уничтожение своего предыдущего корабля.

#### Звёздные Эльфы
- Леола (англ. Leola) — дочь Ааравоса, добродушная юная эльфийка родившаяся с одним рогом. В далёком прошлом случайно познакомила людей с магией, что по мнению совета звёздных эльфов нарушило космический порядок, за что её приговаривают к смерти.
- Милосердная (англ. The Merciful One) — сострадательная звёздная эльфийка и член совета звёздных эльфов, который следит за космическим порядком во вселенной. Она утешает Ааравоса после смерти его дочери.
- Строгий (англ. The Stern One) — член совета звёздных эльфов, который приговаривает Леолу к смерти за нарушение космического порядка.
- Лаурелион (англ. Laurelion) — тёмный маг, живший за три тысячи лет до начала сериала и убитый древним драконом Ширукой.

### Драконы
- Авизандум (англ. Avizandum) — древний дракон неба, прошлый король драконов и отец Азимондиаса, некогда охранявший границу Зейдии. Был убит Королём Харроу с помощью копья обратившего его в камень. Среди людей он был известен как «Гром» (англ. Thunder).
- Пирра (англ. Pyrrah) — красный дракон солнца. Её сбили и схватили люди во главе с Сореном и Клаудией, однако Рейле с помощью Каллума удаётся её освободить. В благодарность она помогала героям в событиях на Грозовом Шпиле.
- Сол Регем (англ. Sol Regem) — древний дракон солнца, прошлый Король Драконов, но был ослеплён магом людей, а его крылья были сильно травмированы. Нынче стережёт границу Зейдии от людей, которых, как и тёмную магию, ненавидит. Каллум и Рейла встречают его сразу после попадания в Зейдию и им с огромным трудом удаётся ускользнуть от него. В дальшейшем Карим пытается заручиться его помощью и заключить союз против сестры Карима, Джанай, но Сол Регем отказывает ему, однако Карим отказываясь уступать крадёт семя солнца чтобы исцелить зрение дракона. Сол Регем в конечном итоге соглашается, но просит чтобы вместо зрения ему исцелили крылья. Глазами Сол Регема становится Фарос, однако когда им овладел Ааравос, то вместо армии Джанай Сол Регем был направлен на Католис. В ходе завязавшейся битвы стражей Католиса с драконом, королевство было почти полностью разорено, а замок практически полностью уничтожен, но и Сол Регем получает тяжёлые раны и из последних сил улетает, приземлившись на королевском кладбище. Там он узнаёт, что им воспользовался Ааравос и в гневе он убивает Фароса, которым овладел звёздный эльф, но он давится им и вскоре умирает.
- Зубея (англ. Zubeia) — древний дракон неба, королева драконов и мать Азимондиаса, после смерти мужа и похищения яйца она погрузилась в больной сон на очень долгое время. После боя у Грозового Шпиля ей всё же удаётся пробудиться, став свидетелем того, как люди и эльфы вернули её сына домой. Она была одной из тех, кто присутствовали при пленении Ааравоса и она знала какую угрозу он несёт людям, эльфам и драконам. После спасения Каллума и Рейлы от заражённых бантеров в великой библиотеке в Люкс Аурии, она заражается темной магией, о чём в дальнейшем узнаёт только Сорен. Когда заражение начинает влиять на её разум она улетает с Грозового Шпиля и её находит грибной маг Мукхо и излечивает её. Позже она жертвует своей жизнью рядом с духом своего супруга, чтобы уничтожить смертную форму Ааравоса.
- Пискля (англ. Squeaky) — самка земного дракона, с которой подружился Сорен.
- Рекс Игнис (англ. Rex Igneous) — сварливый и вспыльчивый древний дракон земли, некогда бывший другом соперник Авизандума, большую часть времени спящий под горой Умбер Тор. Присутствовал при пленении Ааравоса и ему была доверена карта, ведущая к его тюрьме, которая была выгравирована на одном из его клыков. Питает слабость к сладкому. Во время битвы при Люкс Аурии был убит тенью Авизандума.
- Домина Профундис (англ. Domina Profundis) — древний дракон океана, защищающая всех живущих в море существ. Присутствовала при пленении Ааравоса и ей была доверена информация о природе тюрьмы. Погибает во время битвы при Люкс Аурии, закрыв своим телом людей и эльфов от магического взрыва, вызванного кончиной смертной формы Ааравоса.
- Луна Тенебрис (англ. Luna Tenebris) — древний дракон луны, бывшая королева драконов, сменившая на этом посту Сол Регема. За три столетия до начала сериала она умерла при загадочных обстоятельствах.
- Ширука (англ. Shirukah) — древний дракон, жившая три тысячелетия назад до начала сериала и убившая своим укусом звёздного эльфа Лаурелиона, но умершая в процессе. В дальшейшем из одного из её клыков был выкован Меч Новы, ставший одним из немногих оружий способных убить смертную форму звёздного эльфа.

### Животные
- Пип (англ. Pip) — Птица-питомец короля Харроу, после его смерти он вырвался из клетки и улетел в неизвестном направлении. В конце сериала выяснилось что в нём заключена душа Харроу.
- Эва (англ. Ava) — волчица и верный питомец Эллис. Будучи волчонком угодила в капкан, из за чего потеряла лапу.
- Фи-Фи (англ. Phoe-Phoe) — лунный феникс Луджанны.
- Роберто (англ. Roberto) — более известный под сокращённым именем Берто. Попугай и спутник Вилладса.
- Углехвост (англ. Embertail) —
- Эгида (англ. Aegis) —
- Морская нога (англ. Sea Legs) — Гигантский рак-отшельник, являющийся кораблём Финнегрина и после его смерти отходит во владение Вилладса.
- Чих, Шляпа и Желешка (англ. Sneezles, Hat, Jellybug) —
- Аарон и Сэм (англ. Aaron, Sam) —

### Волшебные существа
- Лавовый гигант (англ. The Magma Titan) —
- Существо (англ. The Being) — Так же иногда называемый Сэром Блестяшкой (англ. Sir Sparklepuff), является похожим на полу-человека и полу-звёздного эльфа гомункулом, который вылупился из кокона, сплетённого похожим на гусеницу фамильяром Ааравоса. Он выступал в качестве проводника, чтобы привести Клаудию, Террестриуса и воскрешённого Вирена к тюрьме Ааравоса, вначале отведя их к горе Умбер Тор, чтобы забрать карту тюрьмы Аравоса у древнего дракона Рекса Игниса. Позже у него появляется способность говорить, но он может произнести только одну фразу: «кровь ребёнка». В дальнейшем раскрывается что его необходимо принести в жертву, чтобы воскрешение Вирена стало постоянным. Вопреки желанию Вирена, Клаудия проводит кровавый ритуал и убивает Существо, чтобы спасти своего отца. После того, как Клаудия и Ааравос переворачивают лунный узел и освобождают духов, запертых в междумирье, тень Существа высвобождается в мир живых, но позже уничтожается, когда восходит солнце.
- Черт и Тербий (англ. Chert, Terbium) — каменные гиганты, стражи врат Умбер Тора, ведущих в обитель Рекса Игниса.
- Элмер (англ. Elmer) —
- Эсмерей (англ. Esmeray) —

## Создание
Над сценарием сериала работали Джастин Ричмонд и Аарон Эхаз, известный также участием в создании сценариев к анимационному сериалу «Аватар: Легенда об Аанге» и комедийному мультсериалу «Футурама». Ричмонд и Эхаз основали в 2017 году новую студию Wonderstorm для работы над новым совместным проектом. Джанкарло Вольпе, режиссёр сериала «Аватар», также решил выступить исполнительным продюсером в новом проекте. Анимация в сериале представляет собой сел-шейдинг — компьютерную анимацию, имитирующую двухмерную. Частота кадров была намерено понижена, как в классической, двухмерной анимации. Создатели желали создать инновационный стиль, сочетающий в себе элементы трёхмерной графики и классической, прорисованной анимации.

### Сеттинг

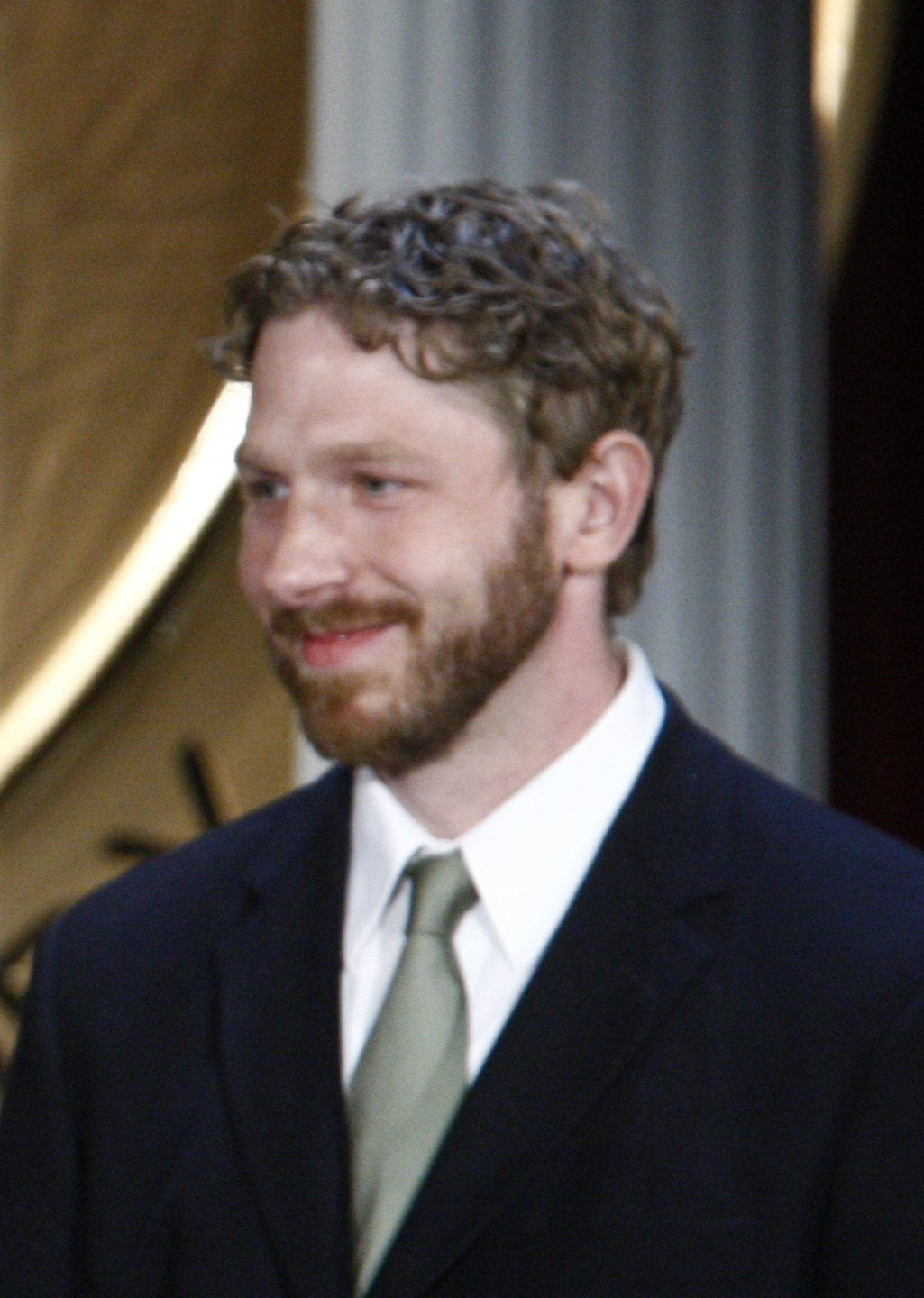
Аарон Эхаз, главный сценарист сериала, известен работой над сценарием Аватар, Легенда об Аанге

Аарон заметил, что когда работал над сеттингом, его глубиной, мелкими деталями и сюжетом персонажей, желал их сделать такими же масштабными, как и в сериале «Аватар». Вольпе также заметил, что как и в «Аватаре», желал совместить глубокие и драматические сцены вместе с весёлыми, комедийными моментами. Если сериал будет пользоваться успехом среди зрителей, то сценаристы желают создать целую вселенную «Принца Дракона». Идея сценаристов заключалась в том, чтобы создать динамичный мир, находящийся в состоянии предвоенного конфликта, ярких и тёмных моментов. Команда изначально хотела включить в сеттинг фантастический элемент, а также совместить его с научной фантастикой, но в конце концов решила сделать мир, похожий на классическую европейскую фантазию, в частности вселенную Властелина Колец. Тем не менее Аарон заметил, что не хотел буквально следовать канону классического фэнтези, которое является «слишком белым/европейским» и решил подчеркнуть расовое и культурное разнообразие населения, делая мир «Принца-дракона» более современным и глобальным, но по-прежнему сохраняя основные черты классического фэнтези. Например создатели намеренно подчеркнули разную расовую принадлежность главных героев, показывая их шаткое родство. Помимо этого сценаристы стремились найти баланс между комедией, которая выражается во взаимодействии главных героев, а также мрачной историей, где погибают персонажи и происходят иные печальные события.
Основой для сеттинга послужила идея, что тысячелетия существовали древние виды магии, черпающие свои силы из природы и сложные в усвоении, однако люди изобрели новый вид тёмной магии, которая сильна, легка в усвоении, но и от того не менее «грязна», как это нарушило баланс в мире и привело к конфликтам.

### Сюжет и персонажи
Идея вымышленного конфликта между людьми была создана исходя из идеи того, что конфликты, словно замкнутый круг порождают новую ненависть, а затем и новые конфликты «Новые поколения втягиваются в войны из-за преступлений, совершённый их предками друг против друга. Нас заинтересовала идея того, что молодой герой решает задуматься о том, почему люди снова продолжают брать на себя бремя продолжать конфликт, а не стремятся пойти иным путём… Мы верим, что молодёжь сумеет посмотреть на общую ситуацию под новым углом и принять такие решения, которые приведут их к светлому и мирному будущему». Создавая главного злодея Вирена, создатели исходили из идеи, что «самые интересные злодеи часто не знают, что они злодеи, или не думают, что они злодеи». Так персонаж по сути действует из благих побуждений, как он сам считает, тем не менее не осознавая, что создаёт очередное звено в глобальном конфликте. Аарон заметил, что не хотел изображать мир, героев или злодеев «чёрно-белыми», показав, что «также существует и множество оттенков серого цвета». По этой же причине нет однозначного ответа, является ли персонаж Вирен действительно злым или нет, скорее зритель сам может сделать выводы. Сценаристы также уделили особое внимание главным героям и их взаимодействию. Каллум создавался, как главный герой в неясным происхождением; хотя он и испытывал тёплые чувства к своему отчиму, «осталось слишком много недосказанного», Каллум должен понять, что судьбу он может сам себе выбрать и почему у него есть талант к магии. Вольпе также заметил, что герои не смогли достигнуть того взаимопонимания, как это со стороны выглядело в первом сезоне, в будущем сюжет расскажет, как между героями будет возникать ссора из-за разных ценностей, или невозможности принять однозначное решение по тому или иному вопросу, иногда конфликты будут даже угрожать распаду команды.
Отдельная история получилась с персонажем по имени Амая, которая согласно сюжету является глухонемой и в качестве общения использует язык жестов. Сценаристы стремились подчеркнуть расовое и гендерное разнообразие персонажей, а также создать персонажа-инвалида, тем не менее, чтобы инвалидность была не поводом сочувствия, а выступала, как неотъемлемая черта характера персонажа, как это было со слепой героиней Тоф из сериала «Аватар». Для корректного изображение персонажа, сценаристы консультировались с представителями сообществ глухонемых людей в Facebook, а также сцены с Амаей создавались с помощью людей, владеющих языком жестов Амслен.

### Музыка
Композитором музыкального сопровождения является Фредерик Видман. В одном из своих интервью Фридман заметил, что свою работу над музыкой начал примерно за 7-8 месяцев до выпуска первой серии. До этого он общался с создателями фильма, обсуждал музыкальный стиль, концепцию, вдохновение, что со слов композитора более типично при создании фильма с участием реальных актёров, а не анимационного сериала; «Классно заниматься этим, ты вдохновляешься не видео, а просто смотришь на изображения ландшафтов и драконов, думая, как бы это это с звучало с музыкой».
Видман заметил, что на этапе ранних обсуждений со сценаристами, было решено записать музыку с участием народных инструментов. Композитор желал передать чувство того, что «хотя действие происходит где-то в вымышленном мире, зрители услышат собственное музыкальное наследие». Например народный инструмент полуночных эльфов был создан по образу армянской флейты — циранапох, так как по мнению Видмана, инструмент передаёт «дух древности». Тема Райлы сопровождается шотландским способом игры на скрипке, что вместе с её шотландским акцентом должно подчёркивать Райлу как личность и связь с расой Эльфов.

## Выход
Впервые анонс предстоящего сериала состоялся 11 июля 2018 года на сайте Netflix, уже тогда был сделан особый акцент на том, что над сериалом работали те же сценаристы, что и над сериалом «Аватар». 21 июля был показан первый трейлер мультсериала, 4 сентября — второй трейлер. Уже тогда некоторые новостные сайты высказывали своё недовольство относительно низкого качества анимации сериала. Выход сериала состоялся 14 сентября 2018 года.
Несмотря на то, что сериал был достаточно тепло воспринят публикой, его главным провалом стал не сколько слабо проработанный сеттинг, а некачественная анимация. Создатели сериала пообещали, что работая над вторым сезоном, особое внимание уделят анимации и постараются включить в неё больше 2D-элементов, а также повысить частоту кадров. Также Джастин Ричмонд сообщил сайту Polygon, что планируется разработка игры по мотивам сериала, игра не будет следовать сюжету сериала, однако раскроет шире вселенную «Принца-дракона».
В октябре 2018 года было официально подтверждено, что к выходу в 2019 году планируется второй сезон.
Вместе с запуском Netflix в России, стало известно, что сериал наряду со «Вселенной Стивена», «Кипо и Эра Чудесных Зверей» и «Ши-Ра и непобедимые принцессы» получит рейтинг 18+ и также не будет доступен в детском сегменте. Причиной данного решения связали с наличием ЛГБТ-персонажей в данных сериалах.

## Список эпизодов

### Обзор сезонов
| Книги | Книги | Сага           | Название | Эпизоды | Премьерный показ      |
| ----- | ----- | -------------- | -------- | ------- | --------------------- |
|       | 1     | Принц-дракон   | Луна     | 9       | 14 сентября 2018 года |
|       | 2     | Принц-дракон   | Небо     | 9       | 15 февраля 2019 года  |
|       | 3     | Принц-дракон   | Солнце   | 9       | 22 ноября 2019 года   |
|       | 4     | Тайна Ааравоса | Земля    | 9       | 3 ноября 2022 года    |
|       | 5     | Тайна Ааравоса | Океан    | 9       | 22 июня 2023 года     |
|       | 6     | Тайна Ааравоса | Звезды   | 9       | 26 июля 2024 года     |
|       | 7     | Тайна Ааравоса | Тьма     | 9       | 19 декабря 2024 года  |

### Принц-дракон

#### Книга 1: «Луна» (2018)
| | № | Название                                      | Дата премьеры         |
| | 1 | Отголоски грома (англ. Echoes of Thunder)     | 14 сентября 2018 года |
| После смерти короля Драконов от рук магов и солдатов людского королевства Католис, группа эльфов-ассасинов планирует в знак мести убить короля Католис — Харроу и его сына Эзрана. Их случайно замечает один из разведчиков, за которым затем погналась эльфийка Рейла, однако она не решилась убить его. Так разведчик докладывает Харроу о предстоящей атаке эльфов в полуночь. Зная, что в полнолуние сила эльфов увеличивается многократно, Король понимает, что может погибнуть и хочет, чтобы до захода солнца замок покинули его сын Эзран и приёмный сын Каллум. | 1 |                                               |                       |
| | 2 | Что сделано (англ. What Is Done)              | 14 сентября 2018 года |
| Харроу отвергает предложение своего советника Вирена перенести душу короля в другое тело, чтобы спастись от эльфов-ассасинов, предпочтя умереть в честном бою. Рейла, подорвавшая доверие своей команды решает восстановить честь и сама проникнуть в замок, пытаясь убить Харроу и Эзрана, но случайно узнаёт, что яйцо короля дракона не было уничтожено. | 2 |                                               |                       |
| | 3 | Полнолуние (англ. Moonrise)                   | 14 сентября 2018 года |
| Каллум, Рейла и Эзран решили вернуть яйцо в Зейдию, чтобы предотвратить вероятную войну, однако они не могут убедить ни Клаудию, дочь Вирена, ни лидера убийц, Руанана. Так, они втроём вынуждены бежать с яйцом, в то время, как эльфы-ассасины ведут штурм покоев короля. Харроу оказался убит, эльфы побеждены, а Руанан захвачен в плен. | 3 |                                               |                       |
| | 4 | Жажда крови (англ. Bloodthirsty)              | 14 сентября 2018 года |
| Харроу похоронен, Вирен назначает себя лордом-защитником и объявляет войну эльфам. Каллум обнаруживает в себе способность владеть магией и носит при себе магический шар, в который с помощью магии заключена гроза. Три беглеца прибывают в королевский зимний домик, где их обнаруживает генерал Амая, их тетя. Присутствие Рейлы вызывает конфликт, и герои снова убегают. Амая думает, что Каллум и Эзран находятся в плену у эльфийки. | 4 |                                               |                       |
| | 5 | Пустующий трон (англ. An Empty Throne)        | 14 сентября 2018 года |
| Главные герои продолжают путь к эльфийским землям. Каллум убивает речного монстра с помощью магии. Рейла признает, что всё это время пыталась «искупить грехи своих родителей», которые сбежали вместо того, чтобы защищать короля дракона. Амая посещает могилу своей сестры, бывшей королевы. После того, как она отправляется в пограничный гарнизон, Вирен тайно заключает в тюрьму её заместителя Грена. | 5 |                                               |                       |
| | 6 | Сквозь лёд (англ. Through the Ice)            | 14 сентября 2018 года |
| Рейла вступает в бой с человеком, который ищет Каллума и Эзрана. Когда беглецы пересекают горы, Рейла признаётся, что её повязка на руке сможет «развязаться» только после смерти Эзрана, в противном случае повязка будет становиться всё туже, что в конце концов «отрежет» кисть эльфийки. Яйцо падает в ледяную воду и теряет свой блеск, герои подозревают, что зародыш внутри него умирает. Вирен заинтересован в том, чтобы стать следующим правителем и приказывает сыну Сорену найти и убить принцев.                                                           | 6 |                                               |                       |
| | 7 | Кинжал и волк (англ. The Dagger and the Wolf) | 14 сентября 2018 года |
| Главные герои отправляются в посёлок. Замаскированная под человека, Рейла пытается обрезать свою повязку волшебным клинком солнца, которым владеет шарлатан, но терпит неудачу. Мальчики обращаются в ветеринару, чтобы тот объяснил, что происходит с яйцом и может ли он помочь. Пожилой человек рассказывает о таинственном целителе, обитающем в «проклятой кальдере», который чудесным образом излечил Аву, умирающую собаку его внучки Эллис. Тем временем Сорен и Клаудия отправились на поиски принцев.                                                          | 7 |                                               |                       |
| | 8 | Проклятая кальдера (англ. Cursed Caldera)     | 14 сентября 2018 года |
| Главные герои отправляются на «проклятую кальдеру» и подвергаются нападению монстра-пиявки. Тем временем Вирен пытается извлечь информацию о своем волшебном зеркале из пленного Рунана, но тот никак не поддаётся. Маг решает заточить его душу в монете с помощью тёмной магии. | 8 |                                               |                       |
| | 9 | Волшебный шторм (англ. Wonderstorm)           | 14 сентября 2018 года |
| Главные герои находят таинственного целителя, который на деле оказался Луджанной, эльфийкой и лишь иллюзионистом. Луджана сказала, что яйцо дракона умирает и чтобы спасти его, оно должно как можно быстрее вылупится, однако это возможно во время грозы. Каллум решает разбить волшебный шар, «выпустив» из неё грозу. Так рождается на свет детёныш-дракон (и, соответственно - будущий король) по имени Азимондиас. Он сразу разрывает повязку Рейлы, спасая её запястье. Тем временем Клаудиа и Сорен определяют положение беглецов.                               | 9 |                                               |                       |

#### Книга 2: «Небо» (2019)
| | № | Название                                         | Дата премьеры        |
| | 1 | Тайна и искра (англ. A secret and a spark)       | 15 февраля 2019 года |
| Уже прошла неделя с тех пор как король Харроу погиб, а Каллум и Эзран вместе с Рейлой отправились в путь в надежде вернуть Азимондиаса в Зейдию и тем самым остановить войну. Тем временем Вирен желает вопреки всем собрать совет пяти королевств. Находясь на Лунной гряде Каллум хочет дальше обучаться магии, но к своему сожалению узнаёт что не сможет дальше колдовать, из за отсутствия связи с первичным источником. | 1 |                                                  |                      |
| | 2 | Ложь полумесяца (англ. Half moon lies)           | 15 февраля 2019 года |
| Клаудия и Сорен находят главных героев, однако пытаются мирным способом уговорить их вернуться обратно в королевство. Клаудиа пользуется тем, что Каллум влюблён в неё и даже пытается его склонить к обучению тёмной магией. Тем не менее она признаётся ему в том, что его отчим — Харроу мёртв. | 2 |                                                  |                      |
| | 3 | Дым и зеркала (англ. Smoke and mirrors)          | 15 февраля 2019 года |
| Вирен замечает по ту сторону своего волшебного зеркала звёздного эльфа. Клаудия вручает Каллуму предсмертное письмо Харроу. Несмотря на уговоры, главные герои не хотят отказаться от своих намерений попасть в Зейдию. Клаудии и Сорену не остаётся ничего, кроме попытки из засады напасть на героев и похитить их, однако Рейла перехитрила их и дала достаточно времени, чтобы дать мальчикам оторваться от Клаудии и Сорена. | 3 |                                                  |                      |
| | 4 | Путь беспощадного (англ. Voyage of the ruthless) | 15 февраля 2019 года |
| Амайя ведет патруль через границу, едва спасаясь от эльфийской ловушки. Загадочный звёздный эльф предлагает Вирену совершить магический ритуал. Главные герои хотят отправиться по воде к границам Зейдии и нанимают капитана корабля по имени Вилладс. Каллум ищет способ снова завладеть магией неба. | 4 |                                                  |                      |
| | 5 | Сломанная печать (англ. Breaking the seal)       | 15 февраля 2019 года |
| Вирен вопреки своим полномочиям организует саммит королей соседних королевств в надежде убедить их создать военную коалицию против эльфов. Чтобы убедить юную королеву Аану из Дурена в своей правоте, Вирен решил рассказать ей, как король Харроу когда то помог королевству Дурен в голоде, несмотря на то, что у его собственных людей не было достаточно еды на зими. Чтобы позволить темной магии Вирена превратить зиму в плодородное лето, Харроу отправился на границу с Зейдией, чтобы убить титана магмы. На данную миссию отправились Харроу, Вирен, Сара, жена Харроу и мать Каллума с Эзрой, Амайя, а также две королевы Дьюрена. Они одержали победу над титаном. | 5 |                                                  |                      |
| | 6 | Сердце титана (англ. Heart of a titan)           | 15 февраля 2019 года |
| Вирен продолжает свой рассказ о том, как Харроу, Саре и остальным союзникам удалось убить титана и заполучить его сердце, однако на них напал сам король драконов, в этой схватке погибли Сарай и королевы Дьюрена. После рассказа, юная королева Аана по-прежнему отвергает предложение Вирена. Каллум решил прочесть письмо Харроу, где он также повествует об истории смерти своей жены Сары и матери главных героев, также Харроу предупреждает, что магическая реликвия Каллума — это Ключ Ааравоса, древнего эльфийского гроссмейстера всей магии. | 6 |                                                  |                      |
| | 7 | Пламя и ярость (англ. Fire and fury)             | 15 февраля 2019 года |
| Клаудия, Сорен и плененный ими Корвус прибывают в город. Сорен провоцирует дракона напасть на поселение, но магия Клаудии изгоняет ее. Рядом Эзран, Каллум и Рейла наблюдают, как люди приковывают к земле раненого дракона. Рейла нападает на людей в попытке освободить дракона. Каллум применяет тёмную магию, чтобы освободить дракона. Сорен серьёзно ранен после схватки с драконом. | 7 |                                                  |                      |
| | 8 | Книга судьбы (англ. The book of destiny)         | 15 февраля 2019 года |
| Освобождённый Корвус догоняет беглецов, приветствуя Эзрана как короля. Каллум подрывает своё здоровье после применения тёмной магии и лежит в бреду. Вирен соглашается завершить магической ритуал перед зеркалом и узнаёт, что звёздного эльфа зовут Ааравос. Сорен узнаёт, что парализован ниже талии и больше никогда не сможет ходить, | 8 |                                                  |                      |
| | 9 | Дыши (англ. Breathe)                             | 15 февраля 2019 года |
| Каллум приходит в себя и открывает в себе способность использовать магию неба. Вирена арестовывает совет, однако тот успел прежде с помощью магии наслать тени в виде эльфов на соседние королевства, чтобы склонить их к решению образовать союз против эльфов. Эзран решает вернуться вместе с Корвусом обратно в королевство Католис, а Рейла и Каллум продолжают свой путь в Зедию, они сталкиваются с драконом по имени Сол Регем. | 9 |                                                  |                      |

#### Книга 3: «Солнце» (2019)
| | № | Название                                            | Дата премьеры       |
| | 1 | Сол Регем (англ. Sol Regem)                         | 22 ноября 2019 года |
| Путь Каллуму и Райле преграждает древний дракон по имени Сол Регем, некогда бывший королём драконов, но ослеплённый магом людей. Тем временем отряд генерала Амайи принимают решение уничтожить "Брешь", попытка взорвать переход заканчивается провалом, Амайя делает это лично и в конечном итоге попадает в плен солнечных эльфов. Эзран же возвращается в Католис. | 1 |                                                     |                     |
| | 2 | Корона (англ. The Crown)                            | 22 ноября 2019 года |
| После прибытия в Католис Эзран пытается вжиться в новую для него роль Короля. В это время приходят известия о нападениях убийц лорда Вирена, арестовывают Сорена и Клаудию по подозрению в измене, а также в Католис прибывает Кейсеф - принц королевства Неоландия, который в гневе после нападения на его отца. Будучи в растерянности Эзран поначалу не слишком уверен в своих силах, но, всё обдумав, в конечном итоге принимает корону и занимает своё место на троне. | 2 |                                                     |                     |
| | 3 | Призрак (англ. Ghost)                               | 22 ноября 2019 года |
| |   |                                                     |                     |
| | 4 | Полуночная пустыня (англ. The Midnight Desert)      | 22 ноября 2019 года |
| |   |                                                     |                     |
| | 5 | Герои и вдохновители (англ. Heroes and Masterminds) | 22 ноября 2019 года |
| |   |                                                     |                     |
| | 6 | Падение Грома (англ. Thunderfall)                   | 22 ноября 2019 года |
| |   |                                                     |                     |
| | 7 | Сердце из пепла (англ. Hearts of Cinder)            | 22 ноября 2019 года |
| |   |                                                     |                     |
| | 8 | Гвардия Дракона (англ. Dragonguard)                 | 22 ноября 2019 года |
| |   |                                                     |                     |
| | 9 | Последняя битва (англ. The Final Battle)            | 22 ноября 2019 года |
| |   |                                                     |                     |

### Тайна Ааравоса

#### Книга 4: «Земля» (2022)
|  | № | Название                                            | Дата премьеры      |
|  | 1 | День возрождения (англ. Rebirthday)                 | 3 ноября 2022 года |
|  |   |                                                     |                    |
|  | 2 | Падающие звезды (англ. Fallen Stars)                | 3 ноября 2022 года |
|  |   |                                                     |                    |
|  | 3 | Захватывающий (англ. Breathtaking)                  | 3 ноября 2022 года |
|  |   |                                                     |                    |
|  | 4 | Сквозь зазеркалье (англ. Through the Looking Glass) | 3 ноября 2022 года |
|  |   |                                                     |                    |
|  | 5 | Великие врата (англ. The Great Gates)               | 3 ноября 2022 года |
|  |   |                                                     |                    |
|  | 6 | Дрейквуд (англ. The Drakewood)                      | 3 ноября 2022 года |
|  |   |                                                     |                    |
|  | 7 | Под поверхностью (англ. Beneath the Surface)        | 3 ноября 2022 года |
|  |   |                                                     |                    |
|  | 8 | Рекс Игнеус (англ. Rex Igneous)                     | 3 ноября 2022 года |
|  |   |                                                     |                    |
|  | 9 | Побег из Амбер-Тора (англ. Escape from Umber Tor)   | 3 ноября 2022 года |
|  |   |                                                     |                    |

#### Книга 5: «Океан» (2023)
|  | № | Название                                              | Дата премьеры     |
|  | 1 | Домина Профандис (англ. Domina Profundis)             | 22 июня 2023 года |
|  |   |                                                       |                   |
|  | 2 | Старые раны (англ. Old Wounds)                        | 22 июня 2023 года |
|  |   |                                                       |                   |
|  | 3 | Кошмары и откровения (англ. Nightmares & Revelations) | 22 июня 2023 года |
|  |   |                                                       |                   |
|  | 4 | Библиотека Люкс Аурии (англ. The Great Bookery)       | 22 июня 2023 года |
|  |   |                                                       |                   |
|  | 5 | Архимаг Акию (англ. Archmage Akiyu)                   | 22 июня 2023 года |
|  |   |                                                       |                   |
|  | 6 | Приманка и подмена (англ. Bait & Switch)              | 22 июня 2023 года |
|  |   |                                                       |                   |
|  | 7 | «Морская нога» (англ. Sea Legs)                       | 22 июня 2023 года |
|  |   |                                                       |                   |
|  | 8 | Поминки по Финнегрину (англ. Finnegrin's Wake)        | 22 июня 2023 года |
|  |   |                                                       |                   |
|  | 9 | Детская кровь (англ. Infantis Sanguine)               | 22 июня 2023 года |
|  |   |                                                       |                   |

#### Книга 6: «Звезды» (2024)
|  | № | Название                                              | Дата премьеры     |
|  | 1 | Прикосновение звёздного эльфа (англ. Startouched)     | 26 июля 2024 года |
|  |   |                                                       |                   |
|  | 2 | Любовь, Война и Грибы (англ. Love, War and Mushrooms) | 26 июля 2024 года |
|  |   |                                                       |                   |
|  | 3 | Корабль во льдах (англ. The Frozen Ship)              | 26 июля 2024 года |
|  |   |                                                       |                   |
|  | 4 | Звездоскрёб (англ. The Starscraper)                   | 26 июля 2024 года |
|  |   |                                                       |                   |
|  | 5 | Безлунная ночь (англ. Moonless Night)                 | 26 июля 2024 года |
|  |   |                                                       |                   |
|  | 6 | Момент истины (англ. Moment of Truth)                 | 26 июля 2024 года |
|  |   |                                                       |                   |
|  | 7 | Красная свадьба (англ. The Red Wedding)               | 26 июля 2024 года |
|  |   |                                                       |                   |
|  | 8 | Мы все падаем (англ. We All Fall Down)                | 26 июля 2024 года |
|  |   |                                                       |                   |
|  | 9 | Звёздная пыль (англ. Stardust)                        | 26 июля 2024 года |
|  |   |                                                       |                   |

#### Книга 7: «Тьма» (2024)
|  | № | Название                                      | Дата премьеры        |
|  | 1 | Живые мертвецы (англ. Death Alive)            | 19 декабря 2024 года |
|  |   |                                               |                      |
|  | 2 | Чистое сердце (англ. True Heart)              | 19 декабря 2024 года |
|  |   |                                               |                      |
|  | 3 | Волшебные кости (англ. The Glittering Bones)  | 19 декабря 2024 года |
|  |   |                                               |                      |
|  | 4 | Неоконченные дела (англ. Unfinished Business) | 19 декабря 2024 года |
|  |   |                                               |                      |
|  | 5 | Липкий ритуал (англ. Sticky Fingers)          | 19 декабря 2024 года |
|  |   |                                               |                      |
|  | 6 | Переворот (англ. Inversion)                   | 19 декабря 2024 года |
|  |   |                                               |                      |
|  | 7 | Титан и Король (англ. The Titan and the King) | 19 декабря 2024 года |
|  |   |                                               |                      |
|  | 8 | Гаснущий свет (англ. Dying Light)             | 19 декабря 2024 года |
|  |   |                                               |                      |
|  | 9 | Нова (англ. Nova)                             | 19 декабря 2024 года |
|  |   |                                               |                      |

## Восприятие
Критики дали смешанные оценки анимационному сериалу. Все обзоры имели сравнительный характер с сериалом «Аватар: Легенда об Аанге».
Сериал похвалила редакция IGN, заметив, что «Принц-дракон» предоставляет мир разнообразия, сочетающий в себе элементы классических произведений из прошлого. «Вам не нужно быть поклонником „Аватара“, чтобы насладиться новыми сериями. Балансируя между трагедией, триумфом, драмой и комедией, „Принц-дракон“ раскрывает себя как рассказ о войне, мире и их сложном взаимодействии. И это неотразимый мир». Редакция Mic назвала «Принц-дракон» семейной, более «инклюзивной» и анимированной версией «Игры престолов».
Касс Маршалл назвал сериал достойным преемником картины «Аватар: Легенда об Аанге», он удерживает баланс между забавными сюжетными линиями, связанными с детьми и суровым, опасным миром, что дополнительно помогает сочувствовать главным героям. Более сдержанную оценку сериалу дала Мария Джонс из Cubmagazine, заметив, что «Принцу Драконов», как и любому произведению по мотивам европейского фэнтези не хватает оригинальности и глубины. Мария заметила, что сцены сражений и погони, выполненные с помощью трёхмерной анимации и имитирующие двухмерную анимацию, выглядят зрелищно и проработано. Однако анимация выглядит красиво ровно до того момента, когда зритель не видит сцены диалогов. Мария считает, что сеттинг сериала проработан плохо, лишён своей культуры. С одной стороны критик похвалила расовое разнообразие главных героев, но с другой стороны сеттинг не объясняет, почему это так, не демонстрирует какую-либо африканскую или средиземноморскую культуру, вместо этого зритель видит некую аллюзию на средневековую Европу, приправленную мультирасовым соусом, в этом плане сериал схож с «Разочарованием» с разницей в том, что последний является пародией. Также в сериале отсутствует религия, в то время, как «Аватар» продвигал философию на основе буддизма, индуизма и синтоизма. Хотя сериал не обязательно должен был показать что-то на подобие христианства, однако по мнению критика было бы интересно проследить за взаимодействием разных культур, ценностей, монархии, патриархата и религии, а также увидеть нечто похожее на крестовые походы, святость и мученичество. Несмотря на вышеперечисленное, Мария похвалила интересных и проработанных персонажей, заметила, что сценаристы избегали кино-штампов, например Клаудия при её внешности и способностях очевидно выглядит, как хитрая, холодная и коварная ведьма, однако на деле она полная противоположность вышесказанного, добродушная и честная и с чувством юмора.
Редакция Kotaku назвала сериал достойным, тем не менее её прерывистая псевдо-двухмерная анимация сильно отпугивает и разочаровывает зрителя. Также редакция считает сеттинг сериала менее проработанным, вторичным, в частности первый сезон оставил после себя слишком много неопределённости и сюжетных дыр. Единственным преимуществом перед «Аватаром», редакция посчитала главного злодея Вирена, который очевиднее интереснее, чем топорный злодей Озай. Редакция также похвалила главного героя Каллума, который не является стереотипным главным героем, «бой-парнем, рвущимся с мечом на пролом». Также за развитием героя будет потенциально интересно наблюдать, если выйдут следующие серии. Редакция Collegian, заметила, что для фаната сериала «Аватар», который ожидал снова окунуться в фэнтезийный мир, «Принц-дракон» оказался в некоторой степени разочарованием. «Красивый художественный стиль, интересные персонажи и хорошее озвучивание не полностью компенсируют странный выбор в стиле анимации и относительно шаблонную историю». Тем не менее редакция верит, что у сериала есть весь потенциал улучшить себя в следующих сезонах.
Кевин Шафер из SMA News отдельно похвалил сериал за «корректное» изображение человека с инвалидностью, чем грешат большинство голливудских фильмов. В частности немая Амайя, общающаяся жестами не вызывает жалости, или особого отношения к себе, её проблема не мешает ей оставаться сильным и самостоятельным персонажем. Шафер заметил, что «Ричмонд и остальные авторы шоу просто признают инвалидность Амайи как часть её характера, а не как её главное качество или недуг». Шафер пожелал в будущем видеть больше персонажей с инвалидностью в произведениях, но чтобы сюжет не делал намеренно акцент на их недугах, с чем отлично справился сериал «Принц-дракон»

## Награды
| Год  | Награда               | Категория                                                      | Результат |
| ---- | --------------------- | -------------------------------------------------------------- | --------- |
| 2020 | Дневная премия «Эмми» | Дневная премия «Эмми» за лучшую детскую анимационную программу | Победа    |
| 2020 | Дневная премия «Эмми» | Дневная премия «Эмми» за лучшую музыку                         | Номинация |